# 小交響曲
小交響曲（sinfonietta）可以指規模小於（演奏時長、樂團人數），或者寫作織體較標準交響曲作品為輕的音樂創作。

## 詞源
語言上，原文sinfonietta其字並非義大利語sinfonia（交響曲）的正規變形，義大利本地作曲家寫作時，似也少用此詞。音樂歷史上一個較具體的命名例子，或數1874年约阿希姆·拉夫的小交響曲（作品188），至於真正泛用則是晚於20世紀的事情。

## 形制
歷來作曲家們皆將交響曲視為寫作上的試金石，各種層面上對這一曲種作出的探討與變化不一而足，在作品的規模、視野上，迄今都沒有一個真正統一的定義。小交響曲也面臨類似的問題，一些著名的小交響曲作品，即使名為「小」交響曲，實則其所使用的演奏人數，或者作品的篇幅時有超越交響曲者。這樣的情形甚且可以見於同一位作曲家的不同作品之間，因此引起研究者的注意。

## 著名作品
以下列舉部分著名的小交響曲作品：
- 馬爾康·亞諾：第1號小交響曲（作品48，1954年）、第2號小交響曲（作品65，1958年）、第3號小交響曲（作品81，1964年）
- 亚历山大·阿鲁秋年：弦樂小交響曲，1966年
- 阿诺德·巴克斯：小交響曲，1932年
- 本杰明·布里顿：小交響曲，作品1，1932年
- 乔治·查德威克：小交響曲，1904年
- 亨利·考埃尔：小交響曲，1928年，為室內樂團
- 路易·迪雷：弦樂小交響曲，作品105，1966年
- 金莫·哈科拉：小交響曲，1999年
- 约瑟夫·马蒂亚斯·豪尔：小交響曲，作品50
- 伯纳德·赫尔曼：弦樂小交響曲，1935年
- 米哈伊尔·伊波利托夫-伊凡诺夫：小交響曲，作品34
- 莱奥什·雅纳切克：小交響曲，1926年
- 罗伯特·卡亚努斯：小交響曲，作品16，1915年
- 尼古拉·吉尔谢维奇·卡普斯汀：小交響曲，作品49，1986年
- 埃里希·科恩戈尔德：小交響曲，作品5，1912年
- 恩斯特·克热内克：小交響曲，作品131，1952年
- 约翰·德·梅杰：小交響曲，2011年，為銅管樂團
- 达律斯·米约：小交響曲，作品363，1957年
- 尼古拉·米亚斯科夫斯基：第1號小交響曲（作品10，1911年）、第2號小交響曲（作品32之2，1929年）、第3號小交響曲（作品68，1946年）
- 克里斯托弗·潘德列茨基：第1號小交響曲（1992年）、第2號小交響曲（1994年）、第3號小交響曲（2012年）
- 乔治·珀尔：第1號小交響曲（1987年）、第2號小交響曲（1990年）
- 阿斯托尔·皮亚佐拉：小交響曲，作品19
- 華爾特·皮斯頓：小交響曲，1941年
- 弗朗西斯·普朗克：小交響曲，1947年
- 谢尔盖·普罗科菲耶夫：小交響曲，作品5，1909年（1929年再修訂，即作品48）
- 约阿希姆·拉夫：小交響曲，作品188，1874年，為10把管樂器
- 马克斯·雷格：小交響曲，作品90
- 阿尔伯特·鲁塞尔：弦樂小交響曲，作品52，1934年
- 西里爾·斯科特：小交響曲，1962年，為管風琴、豎琴與弦樂
- 鲍里斯·柴可夫斯基：弦樂小交響曲，1953年
- 米基斯·提奥多拉基斯：小交響曲，1947年，為長笛、鋼琴與弦樂
- 恩斯特·托赫：弦樂小交響曲（作品96，1964年）、管-擊樂小交響曲（作品97，1964年）
- 海托爾·維拉-羅伯斯：第1號小交響曲（1916年）、第2號小交響曲（1947年）
- 弗朗茨·沃克斯曼：小交響曲，為弦樂與定音鼓
- 米奇斯瓦夫·魏因贝格：第1號小交響曲（作品41，1948年）、第2號小交響曲（作品74，1960年）
- 费利克斯·魏因加特纳：小交響曲，作品83，1932年
- 約翰·威廉斯：小交響曲，1968年，為管樂團
- 马尔科姆·威廉森：小交響曲，1965年
- 亚历山大·冯·策姆林斯基：小交響曲，作品23，1934年
- 朱践耳：小交響曲，作品38，1994年